# Eric Scott (Schauspieler)

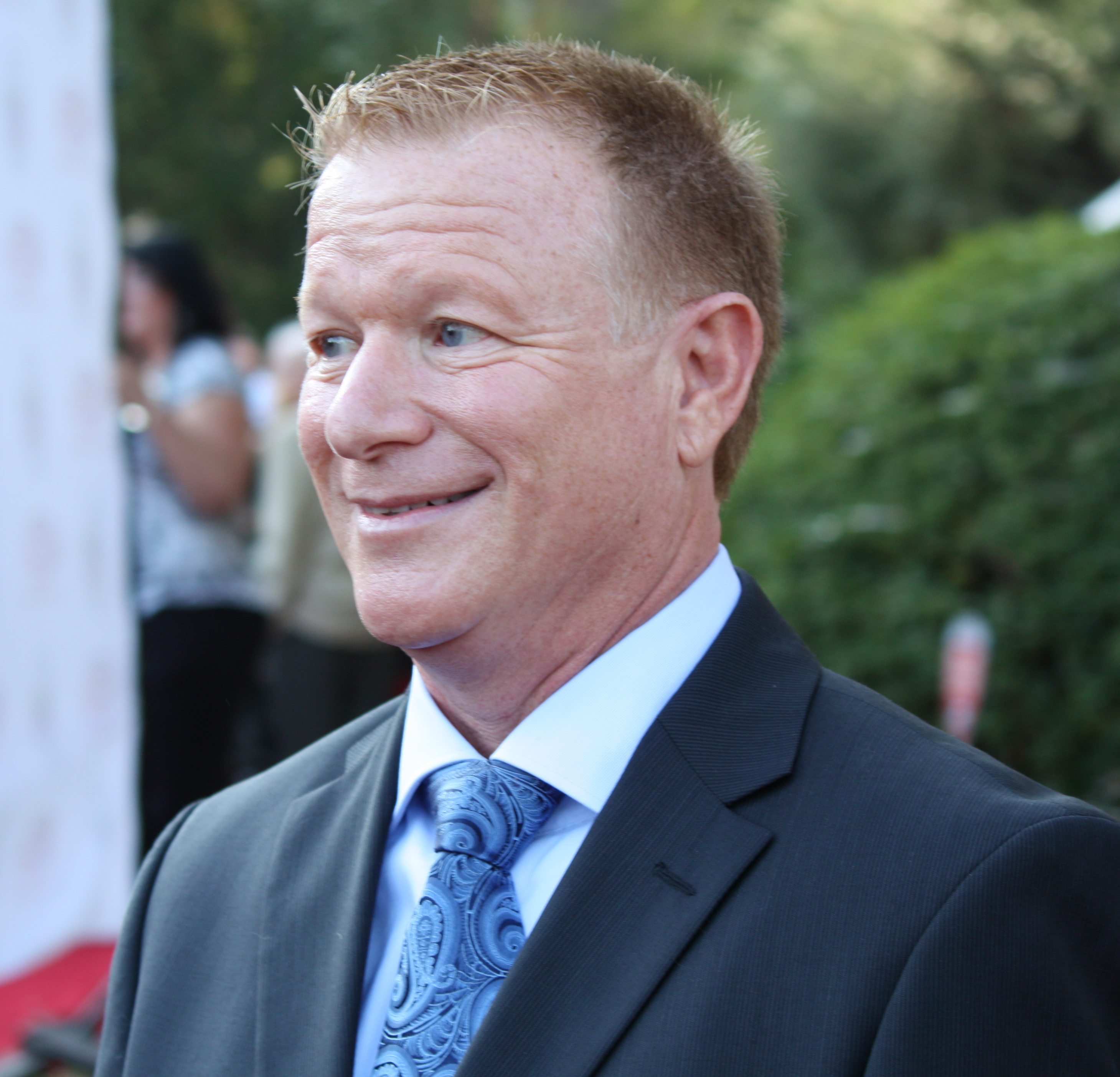
Eric Scott (2012)

Eric Scott (* 20. Oktober 1958 in Los Angeles, Kalifornien) ist ein US-amerikanischer Schauspieler.

## Karriere
Bekannt wurde Scott durch die Rolle des Ben Walton in der Serie Die Waltons, welche er in 213 Folgen der Serie sowie in mehreren Specials verkörperte. Außerdem war er in Serien wie Verliebt in eine Hexe und Ein Colt für alle Fälle zu sehen. 